# 吉祥寺 (松戸市)
吉祥寺（きちじょうじ）は、千葉県松戸市にある真言宗豊山派の寺院。

## 歴史
創建年代は不明である。ただ天和年間（1681年 - 1684年）に造立された石碑があることから、江戸時代前期には既に存在していたものと推測される。
当寺の本尊の薬師如来は弘法大師空海が自ら彫ったものという。言い伝えによれば、一つの木で3体の薬師如来像を作り、根本で作った像を当寺に、中根で作った像を中根寺、上部で作った像を歓喜院に安置したという。当寺の地名が「根本」なのは、これに由来する。
当寺の境外社として、松戸市役所の東隣に「池田弁財天」を有している。

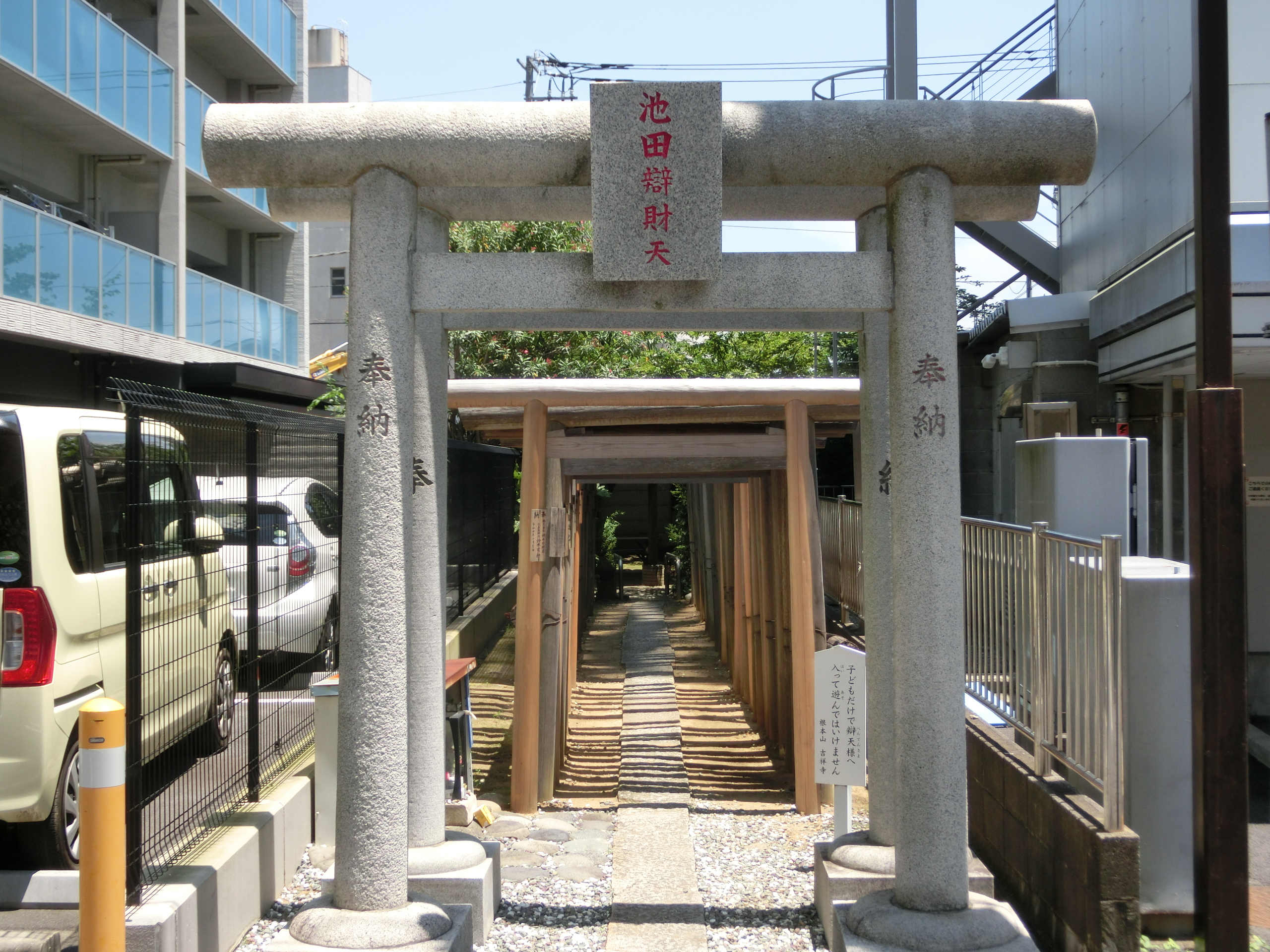
池田弁財天

## 交通アクセス
- 松戸駅より徒歩7分。